# Медельпад
Ме́дельпад — историческая провинция в Швеции. Граничит с провинциями Хельсингланд, Херьедален, Емтланд и Онгерманланд. С востока её омывает Ботнический залив. Относится к историческому региону Норрланду и считается северной провинцией, хотя и расположена в середине Швеции. Название Медельпад («серединная земля») отражает отнюдь не географическое положение в середине страны, а то, что бо́льшая часть провинции лежит между двух рек — Юнган и Индальсэльвен.
Административно полностью входит в лен Вестерноррланд, занимая его южную часть.

## Геральдика
Герб провинции изображает волны двух рек, протекающих по территории провинции.

## География
Провинция расположена на высоте 200—300 м над уровнем моря. Высшая точка — гора Мюккельмюрбергет (около 577 м). Из общей площади около 500 км² занято водой. Самое большое озеро — Хольмшён, расположено на высоте 200 м.

## История
Единственным городом, обладающим историческим статусом города является Сундсвалль, которому этот статус был предоставлен в 1624 году. Сундсвалль по-прежнему крупнейший город провинции, его население составляет около 50 000 человек. Общее население провинции составляет порядка 120 000 человек.

## Культура
Хотя символом провинции является заяц-беляк, в неофициальном референдуме 1987 года по выбору символа провинции победил Сквадер — вымышленное животное, сконструированное шведским таксидермистом Рудольфом Гранбергом.